# Personnages de Sherlock

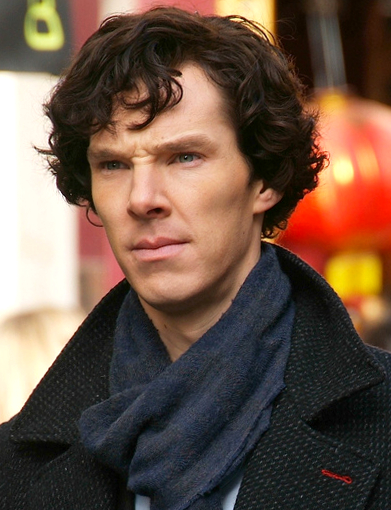
L'acteur Benedict Cumberbatch sur le tournage de la série Sherlock

Cet article présente les personnages de la série télévisée Sherlock, qu'ils aient été créés par Conan Doyle ou inventés par les scénaristes de la série.

## Molly Hooper
Molly Hooper est interprétée par l'actrice britannique Louise Brealey.
Molly travaille en tant que médecin légiste dans une morgue St Bartholomew's de Londres. Sherlock Holmes et John Watson lui rendent souvent visite pour les besoins de leurs enquêtes. Dans les deux premières saisons, Molly Hooper semble amoureuse de Sherlock Holmes, bien qu'il se soit souvent montré froid voire singulièrement méchant envers elle. Elle est décrite comme un personnage solitaire. Dans le troisième épisode de la première saison, elle sort brièvement avec James Moriarty sans connaître sa réelle identité, ce dernier se faisant passer pour un informaticien visiblement homosexuel (ce qui trompera Sherlock Holmes). Elle tente souvent de montrer à Sherlock son affection, mais ses tentatives tombent tout le temps à plat. Cela n'empêche pas Sherlock de lui demander de l'aide, il finit d'ailleurs par lui dire qu'elle compte beaucoup pour lui. À la fin du dernier épisode de la saison 4, Sherlock doit lui faire avouer son amour pour lui afin d'empêcher l'explosion de son appartement. Elle finira par tout lui avouer et aura donc la vie sauve, on apprendra par la suite que sa vie n'a jamais été en danger.
Et Sherlock Holmes lui avoue son amour après le toute dernier épisodes des saisons

## Irène Adler
Irène Adler (Lara Pulver) est représentée dans Un scandale à Buckingham comme une dominatrice professionnelle, auquel on se réfère le plus souvent sous le nom de « La Femme ». Elle prend des photos de ses clients durant ses activités à des fins de « protection ». Irène est tout aussi intelligente que Sherlock et parvient même à le duper ; cependant elle finit par en tomber amoureuse, ce qui cause sa perte.

## Anthea
Anthea (Lisa McAllister) est l'assistante de Mycroft Holmes, qui apparait dans Une étude en rose et dans Le Cercueil vide.

## Janine
Janine (Yasmine Akram) est le témoin de mariage de Mary Morstan et John Watson dans Le Signe des trois. Elle travaille pour Magnussen, l'antagoniste de Son dernier coup d'éclat, épisode au cours duquel il apparait que Mary et Sherlock ont tous deux et de façon indépendante noué des liens avec elle afin d'avoir accès à lui.